# Cicisbeo

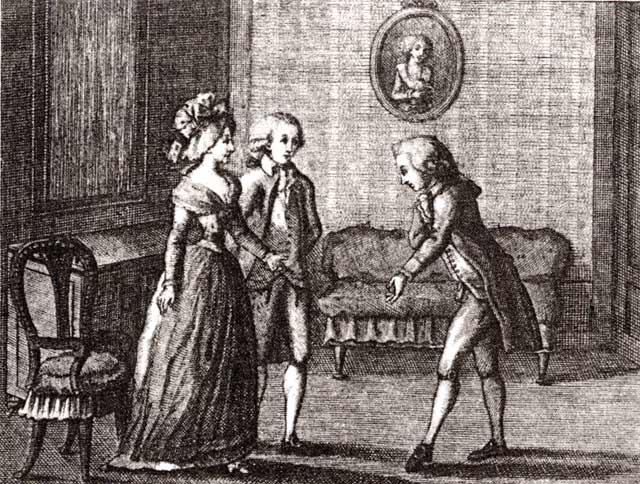
Luigi Ponelato: Il Cicisbeo, Illustration zu Goldonis Werken Bd. 13, Venedig 1790

Der Cicisbeo [t͡ʃit͡ʃizˈbɛo] (ital. auch cavalier servente ‚dienender Kavalier‘ oder Cicisbeat) war im 18. und 19. Jahrhundert in Italien ein galanter Höfling, der der Dame des Hauses bei Abwesenheit des Hausherrn zu gesellschaftlichen Anlässen als Begleiter diente. Er entspricht in etwa dem spanischen cortejo. 
Die etymologische Herkunft des Wortes ist unklar, Theorien verweisen auf eine onomatopoetische Wortbildung, die das Flüstern wiedergibt, sowie auf die Möglichkeit einer Entlehnung aus dem französischen chichebeau (‚schöne Kichererbse‘) oder zu frz. chiche (‚niedlich‘).
Namentlich in den Adelsfamilien von Genua, Nizza, Venedig, Florenz und Rom war diese Praxis weit verbreitet. Die Auswahl eines Cicisbeo folgte einem festgelegten Arrangement (cicisbeatura oder cicisbeismo), das erotische Beziehungen zwischen Dame und Diener verhindern sollte. Er wurde von der Familie der Dame aus dem Familien- oder engsten Freundeskreis erwählt und war auch Gegenstand von Eheverträgen. Der meist jüngere Cicisbeo musste ursprünglich ledig sein und durfte außerhalb des Cicisbeats keine anderen Beziehungen zu Frauen unterhalten. Auch Geistliche konnten diese Funktion ausfüllen.
Mit der Zeit gewann die Figur auch eine frivole Konnotation. Diente der Cicisbeo ursprünglich mehr als „Aufpasser“ der Dame, fiel ihm bei erotischen Eskapaden eine Schlüsselrolle zu, zumal er die Dame uneingeschränkt und ohne Anmeldung in ihren Privatgemächern aufsuchen durfte. Auch eine sexuelle Beziehung zwischen Dame und Cicisbeo ließ sich so letztlich relativ problemlos führen.
Der Cicisbeo wurde in zahlreichen Rollen in der italienischen Commedia und der Opera buffa literarisch. Die bekannteste dürfte die Figur des Cherubino in Mozarts Le nozze di Figaro sein, ein später „Nachfahre“ ist der Octavian in Richard Strauss’ Rosenkavalier. Weitere Beispiele für die Figur finden sich in den Werken Carlo Goldonis, Gioacchino Rossinis und Hanns-Josef Ortheils (in seinem Roman Im Licht der Lagune).